# Eine Frau verschwindet (2012)
Eine Frau verschwindet (Verweistitel Bruno van Leeuwen – Die Stadt und die Angst) ist ein deutscher Fernseh-Kriminalfilm von Matti Geschonneck aus dem Jahr 2012. Das Drehbuch basiert auf Motiven der Romanreihe Und vergib uns unsere Schuld von Claus Cornelius Fischer. In der Rolle des Kommissars Bruno van Leeuwen ist Peter Haber besetzt, als dessen Frau Simone Maja Maranow und als Anthropologe Pieters Tobias Moretti.

## Handlung
Der 13-jährige Kevin van Leer wurde ermordet. Mit eingeschlagenem Schädel, klaffendem Loch im Gaumen und entferntem Gehirn wird seine Leiche in einem Gebüsch im Amsterdamer Vondelpark gefunden. Kommissar Bruno van Leeuwen soll den Fall untersuchen. Dabei hat er ganz andere Probleme, denn seine 50-jährige Frau Simone ist an Alzheimer erkrankt und auf Pflege angewiesen. Beharrlich weigert sich Bruno, sie ins Pflegeheim zu geben, obwohl er weiß, dass Ellen, ihre Pflegerin, recht hat. Aber er kann sich nicht von der Liebe seines Lebens trennen; selbst als er mehrere ältere Liebesbriefe findet, aus denen hervorgeht, dass Simone ihn einst mit einem anderen Mann betrogen hat. Erinnern kann sie sich allerdings an immer weniger.
Während Bruno nachts kaum Schlaf findet, da ihm zu viel im Kopf herumgeht, muss er tagsüber den Fall lösen. Tic, Kevins Freundin meldet sich bei van Leeuwen und erzählt ihm, dass Kevin in einem kurz vor seinem Tod geführten Telefonat so geklungen habe, als habe er große Angst. Ein Bambussplitter, dessen Herkunft sich bis nach Melanesien zurückverfolgen lässt, weist den Weg in die richtige Richtung. Alles deutet auf einen Ritualmord hin. Van Leeuwen bittet den Anthropologen Josef Pieters um Hilfe, der sich mit Forschungen auch auf dem Gebiet der Creutzfeldt-Jakob-Krankheit und der Alzheimer-Krankheit einen Namen gemacht hat. Van Leeuwens Vorstoß in diese Richtung läuft ins Leere; Pieters meint, er könne ihm leider keine Hoffnung machen. Nicht nur widersprüchliche Angaben des Virologen führen zu einem gewissen Misstrauen Van Leeuwens ihm gegenüber. Eine Verbindung zwischen Kevin und ihm gibt es aber nicht. Allerdings arbeitet Pieters im selben Krankenhaus wie Kevins Mutter, eine Chirurgin.
Van Leeuwens Team ermittelt, dass Pieters einmal mit seiner Stiftung ins Gerede gekommen war. Von Silvia Fahrendong, Pieters ehemaliger Assistentin, erfährt der Kommissar, dass Pieters hervorstechendste Eigenschaft sei, dass er vor nichts Angst habe. Schließlich bricht Van Leeuwen in Pieters Haus ein in der Hoffnung, danach mehr zu wissen. Er nimmt zwei verschiedene Haarproben mit. Pieters verneint die später an ihn gestellte direkte Frage des Kommissars, ob er Kevin gekannt habe, sagt ihm aber auf den Kopf zu, dass er oder einer seiner Leute sich widerrechtlich Zutritt zu seinem Haus verschafft habe. Die Haarprobe, die van Leeuwen nicht verwenden kann, ergibt, dass sich ein zweiter Mann im Haus von Pieters aufgehalten haben muss, daneben gibt es Blutspuren des ermordeten Kevin im Haus. Der Kommissar konfrontiert Pieters mit seinem Verdacht, dass Kevin etwas gesehen habe, was er nicht habe sehen dürfen, nämlich ihn, Pieters, mit seinem jungen Liebhaber, einem Jungen aus Papua-Neuguinea, den er im Rahmen seiner Stiftung in die Niederlande geholt habe. Er will wissen, was Pieters mit einer weißen Maske verbinde. Pieters entgegnet, der junge Mann sei nicht sein Liebhaber, sondern sein Sohn.
Van Leeuwen findet heraus, dass Pieters für Keo Winter, den Jungen aus Papua-Neuguinea, einen Adoptionsantrag gestellt hat, der kurz vor dem Abschluss stand. Es war nur ein Moment, der über Kevins Schicksal entschied. Kurz zuvor hatte der Junge einen Disput mit Pieters im Krankenhaus, und Pieters wusste, als Kevin ihn im Auto Zärtlichkeiten mit Keo austauschen sah, dass die Adoption in Gefahr war. Diese Angst stand ihm ins Gesicht geschrieben und blieb von Keo nicht unbemerkt. Er verfolgte Kevin daraufhin und tötete ihn. Nachdem er sich das Gesicht weiß geschminkt hatte, kehrte er zu seinem Opfer zurück, um ihm das Gehirn zu entnehmen, wie es in seiner Heimat Brauch ist, wenn jemand tot ist. Als Van Leeuwen und seine Leute das Schiff betreten, das Pieters gehört, finden sie Keo dort, weißgeschminkt und neben dem von ihm getöteten Pieters sitzend. Pieters wollte ihn vor einer Strafverfolgung schützen und in seine Heimat zurückschicken, was Keo jedoch weder verstehen noch nachvollziehen konnte.
Bruno Van Leeuwen ringt sich dazu durch, seine Frau nun doch in ein geeignetes Pflegeheim zu geben. Sein wehmütiger Blick verfolgt Simone, die in der Tür verschwindet, ohne sich noch einmal umzudrehen.

## Produktion

### Produktionsnotizen, Dreharbeiten, Vorbild
Der von Network Movie fürs ZDF produzierte Kriminalfilm wurde vom 30. April bis 3. Juni 2011 unter dem Arbeitstitel Bürger van Leeuwen – Die Stadt und die Angst in Amsterdam gedreht.
Der Rolle von Tobias als Forscher liegt ein reales Vorbild zugrunde. Daniel Carleton Gajdusek, ein 2008 verstorbener US-Amerikaner, wurde 1976 zusammen mit Baruch Samuel Blumberg für „die Entdeckung von neuen Mechanismen bei der Entstehung und Verbreitung von Infektionskrankheiten“ mit dem Nobelpreis für Medizin/Physiologie ausgezeichnet. 1997 wurde er wegen sexuellen Missbrauchs von Jungen aus Neuguinea und Mikronesien, die von ihm adoptiert worden waren, verurteilt.
Angst ist das die Geschichte beherrschende Motiv. Josef Pieters drückt das im Film so aus: „Wir haben Angst vor uns selbst, vor unseren tieferen Bedürfnissen, vor allem, was uns fremd ist. Das Joch, unter das wir uns die letzten zwei, vielleicht sogar drei Jahrtausende hinweg begeben haben, heißt letztendlich überall gleich: Es heißt Moral.“

### Veröffentlichung
Uraufgeführt wurde Eine Frau verschwindet am 2. Juli 2012 auf dem Filmfest München. Die Fernseherstausstrahlung erfolgte am 15. Oktober 2012 im ZDF.
Studio Hamburg Enterprises veröffentlichte den Film zusammen mit Van Leeuwens zweitem Fall Totenengel am 22. August 2014 auf DVD.
Die von Uta Maria Torp gesprochene Audiodeskription des Films wurde 2013 für den deutschen Hörfilmpreis in der Kategorie „Fernsehen“ nominiert.

### Weitere Filme der Reihe
Der auch unter dem Titel Eine Frau verschwindet – Van Leeuwens erster Fall bekannte Film bildete den Auftakt der auf Arte zeitgleich in Deutschland und Frankreich ausgestrahlten Krimireihe mit Fällen von „Kommissar van Leeuwen“. Die weiteren Filmtitel der Reihe lauten:
- Totenengel – Van Leeuwens zweiter Fall (Regie wiederum Matti Geschonneck), ausgestrahlt am 4. November 2013
- Der Tod und das Mädchen – Van Leeuwens dritter Fall (auch Zahltag) (Regie Hans Steinbichler), ausgestrahlt am 27. Oktober 2017.[5][6]

## Rezeption

### Einschaltquote
Der Film wurde bei seiner Erstausstrahlung von 5,73 Millionen Zuschauern gesehen, was einem Marktanteil von 17,4 Prozent entsprach.

### Kritiken
Das Lexikon des internationalen Films befand: „Spannender visuell aufwändig gestalteter (Fernseh-)Krimi, der die Genre-Handlung nicht sonderlich überzeugend mit dem melancholischen, sehr persönlichen Drama verbindet.“
In der Tageszeitung war zu lesen: „Seine Frau [die Frau des Kommissars], der Filmtitel spielt schon darauf an, hat die Alzheimer-Krankheit. Der Krimi will denn auch mehr sein als nur Krimi und versucht sich an einer Studie ihres Verfalls. Leider will der Film da zu viel. […] Das Ende ist dann ein bisschen enttäuschend, weil doch arg konstruiert. Doch halb so schlimm – das Duell zwischen dem Kommissar und seinem diabolischen Antipoden knistert in den Szenen ihres Aufeinandertreffens spannend genug.“
Focus zeigte sich zwiegespalten: „Eine schöne Doppelgeschichte wagt der Film ‚Eine Frau verschwindet‘. Da ist der tote Junge, dem das Hirn entnommen wurde, und die Frau des ermittelnden Polizisten, deren Gehirn im Chaos versinkt. Diagnose Alzheimer. Zerrissen ist der Kommissar zwischen Fall und Privatem, das ist lebensnah, interessant. Aber leider: letztlich funktioniert es nicht. […] Der toll besetzte Film von Matti Geschonneck tut sich und dem Zuschauer keinen Gefallen, weil er sich zu sehr verzweigt zwischen Totenkult und Tabu, zwischen Krimi und Kummerstück. Mehr alter Schwede, das wäre gut gewesen.“
TV Spielfilm gab für Anspruch und Action je einen von drei möglichen Punkten, für Spannung zwei und befand: Matti Geschonneck […] inszeniert den schwermütigen Stoff als intensives Kriminaldrama. Fazit: Krimiballade ohne Effekthascherei.
Rainer Tittelbach von tittelbach.tv gab vier von sechs möglichen Punkten und schrieb: „Ein sinistrer Krimifall und eine anrührende Krankengeschichte verschränkt Autor Markus Busch in dem ZDF-Krimidrama ‚Eine Frau verschwindet‘, ohne sie künstlich zusammenzuführen. Die Klammer ist der Kommissar. Stark: Haber, Maranow, Moretti. Über die Bilder erzählt – eher schmucklos, die Farben wie weggewaschen und gerade das ist höchst atmosphärisch!“ Das Krimidrama werde „unaufgeregt“ erzählt, der Zuschauer bekomme „viel für 90 Minuten Aufmerksamkeit“. Der Kritiker bescheinigte Maja Maranow, dass sie die Ehefrau, deren „Erinnerungen in einem schleichenden Prozess ausgelöscht werden, großartig“ gespielt habe.
Michael Hanfeld rezensierte den Film für die FAZ und befand Peter Haber, Maja Maranow und Tobias Moretti agierten, als seien die Szenen und Dialoge des Drehbuchs „für sie und nur für sie geschrieben worden“. Natürlich trage auch „die besondere Regie von Matti Geschonneck, die Kamera von Theo Bierkens und der Schnitt von Eva Schnare“ dazu bei, dass man vergesse, „dass da überhaupt inszeniert, gedreht, geschnitten“ werde. „Wenn man in einem Fernsehfilm Gesichter sehen, in diesen lesen, in sie eintauchen“ wolle, „dann in diesem“. Auch stehe „die Monstrosität des Kriminalfalls“, mit dem es der Kommissar zu tun habe, „dem leisen Schrecken der Alzheimer-Erkrankung seiner Frau in nichts nach“. Seine „eigene Furcht und Trauer“ stehe Bruno van Leeuwen „ins Gesicht geschrieben, wenn er seine Frau anblick[e]“, besiegen könne er sie nicht.
Kino.de führte aus, der Titel klinge zu Recht nach Krimi, „aber Matti Geschonnecks exzellent gespielter Film“ sei auch „ein behutsam erzähltes Alzheimer-Drama“. Der Film beziehe „gerade aus der Mischung seinen großen Reiz“, zumal „die persönliche Ebene letztlich viel stärker berühr[e]“. Eine Frau verschwindet lebe „in erster Linie von den herausragenden Darstellern“.